# 버밍엄페리바 (영국 의회 선거구)
버밍엄페리바 (Birmingham Perry Barr)는 영국 의회의 하원에서 지역을 대표하는 버밍엄시의 선거구이다. 2001년부터 노동당의 칼리드 마흐무드가 지역구 의원을 맡고 있다.

## 지역 정보
2015년 영국 선거 리포트 (UK Polling Report)에서는 "페리바와 핸즈워스우드 일부 지역은 비교적 부유한 동네이며, 오스콧은 거의 백인주민층으로 구성되어 전간기 주택개발이 이뤄진 동네다. 지역구 내에서 제일 이름난 동네는 핸즈워스로, 거친 다민족 도심지역에 해당된다"고 밝히고 있다.

## 구획
버밍엄시 북서부를 관할하며, 도심까지 이어져 있다.
- 1950–1974년: 버밍엄 주급자치구 킹스탠딩, 페리바[4]
- 1974–1983년: 버밍엄 주급자치구 킹스탠딩, 오스콧, 페리바
- 1983–1997년: 버밍엄시 핸즈워스, 킹스탠딩, 오스콧, 페리바
- 1997–2010년: 버밍엄시 핸즈워스, 오스콧, 페리바, 샌드웰
- 2010년~: 버밍엄시 핸즈워스우드, 로젤 이스트핸즈워스, 오스콧, 페리바, 버치필드

## 역대 국회의원
| 선거 | 선거   | 의원                | 정당   | 비고 |
| ---- | ------ | ------------------- | ------ | ---- |
|      | 1950년 | 세실 풀             | 노동당 |      |
|      | 1955년 | 찰스 하월           | 노동당 |      |
|      | 1964년 | 윈덤 데이비스       | 보수당 |      |
|      | 1966년 | 크리스토퍼 프라이스 | 노동당 |      |
|      | 1970년 | 조셉 킨지           | 보수당 |      |
|      | 1974년 | 제프 루커           | 노동당 |      |
|      | 2001년 | 칼리드 마흐무드     | 노동당 |      |

## 선거

### 2010년대
| 선거                                      | 선거 결과 | 선거 결과                                              | 후보            | 후보                     | 정당   | 득표   | %     | ±%    |
| ----------------------------------------- | --------- | ------------------------------------------------------ | --------------- | ------------------------ | ------ | ------ | ----- | ----- |
| 2019년 총선 투표수: 42,147 (58.7%) (-4.4) |           | 노동당 유지 과반 득표: 15,317 (36.3%) -5.3             |                 | 칼리드 마흐무드          | 노동당 | 26,594 | 63.1  | -5.0  |
| 2019년 총선 투표수: 42,147 (58.7%) (-4.4) |           | 노동당 유지 과반 득표: 15,317 (36.3%) -5.3             | 라지 삼지       | 보수당                   | 11,277 | 26.8   | +0.3  |       |
| 2019년 총선 투표수: 42,147 (58.7%) (-4.4) |           | 노동당 유지 과반 득표: 15,317 (36.3%) -5.3             | 게리 제롬       | 자유민주당               | 1,901  | 4.5    | +2.1  |       |
| 2019년 총선 투표수: 42,147 (58.7%) (-4.4) |           | 노동당 유지 과반 득표: 15,317 (36.3%) -5.3             | 아네트 윌콕스   | 브렉시트당               | 1,382  | 3.3    | 신인  |       |
| 2019년 총선 투표수: 42,147 (58.7%) (-4.4) |           | 노동당 유지 과반 득표: 15,317 (36.3%) -5.3             | 키펀츠 데니스   | 녹색당                   | 845    | 2.0    | +0.7  |       |
| 2019년 총선 투표수: 42,147 (58.7%) (-4.4) |           | 노동당 유지 과반 득표: 15,317 (36.3%) -5.3             | 토머스 브레이크 | 예수아당                 | 148    | 0.4    | 신인  |       |
| 2017년 총선 투표수: 44,197 (63.1%) (+4.1) |           | 노동당 유지 과반 득표: 18,383 (41.6%) +5.7 +2.85% 선회 |                 | 칼리드 마흐무드          | 노동당 | 30,109 | 68.1  | +10.7 |
| 2017년 총선 투표수: 44,197 (63.1%) (+4.1) |           | 노동당 유지 과반 득표: 18,383 (41.6%) +5.7 +2.85% 선회 | 샬럿 호디발라   | 보수당                   | 11,726 | 26.5   | +5.0  |       |
| 2017년 총선 투표수: 44,197 (63.1%) (+4.1) |           | 노동당 유지 과반 득표: 18,383 (41.6%) +5.7 +2.85% 선회 | 하르준 싱       | 자유민주당               | 1,080  | 2.4    | -2.4  |       |
| 2017년 총선 투표수: 44,197 (63.1%) (+4.1) |           | 노동당 유지 과반 득표: 18,383 (41.6%) +5.7 +2.85% 선회 | 샹가라 바토     | 사회노동당               | 592    | 1.3    | 신인  |       |
| 2017년 총선 투표수: 44,197 (63.1%) (+4.1) |           | 노동당 유지 과반 득표: 18,383 (41.6%) +5.7 +2.85% 선회 | 비자이 라나     | 녹색당                   | 591    | 1.3    | -1.9  |       |
| 2017년 총선 투표수: 44,197 (63.1%) (+4.1) |           | 노동당 유지 과반 득표: 18,383 (41.6%) +5.7 +2.85% 선회 | 하르진더 싱     | 국경개방당               | 99     | 0.2    | 신인  |       |
| 2015년 총선 투표수: 41,260 (59.0%) (0.0)  |           | 노동당 유지 과반 득표: 14,828 (35.9%) +7.6 +2.0% 선회  |                 | 칼리드 마흐무드          | 노동당 | 23,697 | 57.4  | +7.1  |
| 2015년 총선 투표수: 41,260 (59.0%) (0.0)  |           | 노동당 유지 과반 득표: 14,828 (35.9%) +7.6 +2.0% 선회  | 샬럿 호디발라   | 보수당                   | 8,869  | 21.5   | +0.2  |       |
| 2015년 총선 투표수: 41,260 (59.0%) (0.0)  |           | 노동당 유지 과반 득표: 14,828 (35.9%) +7.6 +2.0% 선회  | 하르진더 싱     | 영국 독립당              | 5,032  | 12.2   | +8.2  |       |
| 2015년 총선 투표수: 41,260 (59.0%) (0.0)  |           | 노동당 유지 과반 득표: 14,828 (35.9%) +7.6 +2.0% 선회  | 하르준 싱       | 자유민주당               | 2,001  | 4.8    | -17.2 |       |
| 2015년 총선 투표수: 41,260 (59.0%) (0.0)  |           | 노동당 유지 과반 득표: 14,828 (35.9%) +7.6 +2.0% 선회  | 제임스 로버트   | 녹색당                   | 1,330  | 3.2    | 신인  |       |
| 2015년 총선 투표수: 41,260 (59.0%) (0.0)  |           | 노동당 유지 과반 득표: 14,828 (35.9%) +7.6 +2.0% 선회  | 로버트 펀튼     | 노동조합원 사회주의 연합 | 331    | 0.8    | 신인  |       |

## 같이 보기
- 버밍엄의 영국 의회 선거구

### 참조주
1. ↑  “Birmingham, Perry Barr: Usual Resident Population, 2011”. 《Neighbourhood Statistics》. Office for National Statistics. 2016년 3월 3일에 원본 문서에서 보존된 문서. 2015년 1월 30일에 확인함.
2. ↑  “Electorate Figures - Boundary Commission for England”. 《2011 Electorate Figures》. Boundary Commission for England. 2011년 3월 4일. 2010년 11월 6일에 원본 문서에서 보존된 문서. 2011년 3월 13일에 확인함.
3. ↑  UK Polling Report http://ukpollingreport.co.uk/2015guide/birminghamperrybarr/ 보관됨 2022-01-01 - 웨이백 머신
4. ↑  Craig, F.W.S., 편집. (1972). 《Boundaries of parliamentary constituencies 1985-1972》. Chichester, Sussex: Political Reference Publications. ISBN 0-900178-09-4.
5. ↑  레이그 레이먼트의 연도별 국회의원 목록 (Leigh Rayment's Historical List of MPs) –  'N'로 시작하는 선거구 - part 2
6. ↑  “Birmingham Perry Barr Parliamentary constituency”. 《BBC News》 (BBC). 2019년 12월 13일에 확인함.
7. ↑  “Parliamentary General Election Results December 2019” (영어). Birmingham City Council. 2019년 12월 13일에 확인함.
8. ↑  “Statement of Persons Nominated and notice of poll”. 《Birmingham City Council》. 2019년 2월 8일에 원본 문서에서 보존된 문서. 2017년 5월 11일에 확인함.
9. ↑  “Birmingham Perry Barr results”. 《BBC News》. 2017년 6월 9일에 확인함.
10. ↑  “Election Data 2015”. Electoral Calculus. 2015년 10월 17일에 원본 문서에서 보존된 문서. 2015년 10월 17일에 확인함.